# Bullerfnis
Bullerfnis var en dansk tv-serie for børn fra 1990, som er skrevet af Hans Kragh-Jacobsen og instrueret af Ulla Raben for DR. Programmet havde premiere på DR1 den 29. december 1990, og løb frem til den 24. oktober 1992 med i alt 18 afsnit af ca. 25 min. varighed. Programmets værter 'Buller' og 'Fnis' var henholdsvis Hella Joof og Peter Frödin, som med afsæt i klip fra tegnefilm, tv, film etc. fra 1960'erne og 1970'erne fortalte om deres barndom. Irene 'Buller' voksede op i et kollektiv, mens Yngve 'Fnis' voksede op i et borgerligt hjem med to tandlægeforældre. Blandt de faste indslag var blandt andet musikvideoer med populærmusik fra samme periode, genindspillet og fremført af de to værter, de "dybe" samtaler på trappen og biografreklamer.

## Sange
Musikken til kendingsmelodien "Bullerfnis" blev komponeret af Frans Bak, mens Joof og Frödin sang. 
Alle sange, der optrådte i tv-programmet blev udgivet på CD og kassettebånd af Pladekompagniet i 1992, Bullerfnis, i en fuld akkompagneret indspilning.
| #   | Titel                             | Skrevet af                                             | Længde |
| --- | --------------------------------- | ------------------------------------------------------ | ------ |
| 1.  | "Bullerfnis-sang (Kort Version)"  | Frans Bak og Hans Kragh-Jacobsen                       | 0:49   |
| 2.  | "Jeg Snakker Med Mig Selv"        | Otto Francker, Sejr Volmer-Sørensen                    | 2:01   |
| 3.  | "Løb Samson, Løb"                 | G.O. Meinert, Howard Greenfield, Neil Sedaka           | 2:54   |
| 4.  | "Jeg Så Julemanden Kysse Mor"     | Susanne Palsbo, Tommye Conner                          | 2:44   |
| 5.  | "Flower Power Tøj"                | Chr. Bruhn, Georg Buschor, Victor Skaarup              | 2:57   |
| 6.  | "Hjerter Af Honning"              | Erik Møller Hansen, Thøger Olesen                      | 2:39   |
| 7.  | "Hvis Tårer Var Guld"             | Agneta Feltskog, Arne Bendiksen, Susanne Lana          | 3:20   |
| 8.  | "Guantanamere"                    | Thøger Olesen, Traditional                             | 3:00   |
| 9.  | "Min Ballon"                      | Billy Mure, Peter Mynte                                | 2:18   |
| 10. | "Jeg Ringer På Fredag"            | Ingvar Karl Hellberg, Keld Heick                       | 3:21   |
| 11. | "Teddybjørnen Frederiksen"        | Lars Berghagen, Susanne Palsbo                         | 3:30   |
| 12. | "Mini Max"                        | Sven Buemann, Sven Gustaf Lindahl                      | 2:39   |
| 13. | "Tag Med Ud Og Fisk"              | Ida & Bent From, Tex Atchison                          | 2:29   |
| 14. | "Smilende Sussie"                 | Chris Andrews, Sejr Volmer-Sørensen                    | 2:27   |
| 15. | "Hvor Er Alle Drømmene Du Drømte" | Karl Gunnar Sandevärn, Thøger Olesen, Torgny Söderberg | 3:26   |
| 16. | "Søde Pi'er I Spanien"            | Klaus Munro, Peter Spar, Arnie Raalf                   | 2:09   |
| 17. | "Slabadubadelle"                  | Ray Hopkins                                            | 2:50   |
| 18. | "Rør Ved Mig"                     | Juan Calderon Lopes, Victor Skaarup                    | 4:17   |
| 19. | "Bullerfnis-sang (Lang Version)"  | Frans Bak, Hans Kragh-Jacobsen                         | 3:18   |